# ام میل
ام میل (به عربی: أم میل) یک روستا در سوریه است که در ناحیه بری شرقی واقع شده‌است. ام میل ۱۱۸ نفر جمعیت دارد.